# Nghẹt bao quy đầu
Nghẹt bao quy đầu là hiện tượng bao quy đầu của dương vật nhỏ hẹp, khiến cho quy đầu không thể kéo xuống.Trong một số trường hợp nặng, bao quy đầu có thể bị mắc kẹt ở rãnh quy đầu, làm cản trở sự lưu thông của máu, từ đó gây sưng quy đầu hoặc thậm chí hoại tử.